# Belan-sur-Ource
Belan-sur-Ource este o comună în departamentul Côte-d'Or, Franța. În 2009 avea o populație de 261 de locuitori.

## Evoluția populației
| An        | 1975 | 1982 | 1990 | 1999 | 2006 | 2009 |
| --------- | ---- | ---- | ---- | ---- | ---- | ---- |
| Populație | 332  | 322  | 317  | 293  | 269  | 261  |